# Universiteit van Belgrado
De Universiteit van Belgrado (Servisch: Универзитет у Београду / Univerzitet u Beogradu) is de oudste en grootste universiteit van Servië.
De universiteit werd opgericht in 1808 als Velika škola (Hogeschool). In 1838 fuseerde deze school met departementen in Kragujevac tot een universiteit. De universiteit telt vandaag de dag bijna 90.000 studenten (waaronder 1700 afgestudeerden), en meer dan 4200 personeelsleden.
De universiteit heeft 31 faculteiten, 8 onderzoeksinstellingen, en een systeem van universitaire bibliotheken en informatiecentra. De faculteiten zijn geclusterd in vijf groepen, gebaseerd op hun academische karakteristieken.
Sinds de oprichting zijn er meer dan 330.000 bachelors, 21.300 Magisters, 29.000 specialisten en 12.600 doctoren afgestudeerd aan de universiteit. De universiteit stond in 2010 op de elfde plaats in de top 100 van beste onderzoeksinstellingen in midden- en Oost-Europa.
De campus van de universiteit is grotendeels samen met de woonwijken van Belgrado ontwikkeld in de 19e eeuw. 
Aalborg ·
Aken ·
Barcelona ·
Belgrado · 
Berlijn · 
Boedapest · 
Boekarest · 
Braunschweig · 
Brno ·
Darmstadt ·
Delft ·
Dresden ·
Dublin ·
Enschede · 
Gdańsk · 
Gent ·
Glasgow · 
Göteborg ·
Graz ·
Grenoble ·
Guildford · 
Haifa ·
Hannover ·
Helsinki ·
Istanboel ·
Karlsruhe ·
Kaunas ·
Lausanne ·
Leuven ·
Lissabon ·
Lissabon NOVA ·
Louvain-la-Neuve ·
Lund · 
Lyon ·
Madrid ·
Milaan ·
Parijs-Saclay ·
Parijs ParisTech ·
Porto ·
Poznań ·
Praag ·
Riga ·
Sheffield · 
Stockholm ·
Stuttgart ·
Tallinn ·
Tomsk ·
Trondheim ·
Turijn ·
Valencia ·
Warschau ·
Wenen ·
Zürich